# فرحات الحرشاني
فرحات الحرشاني (20 يناير 1953) ولد بتونس وهو أصيل ولاية توزر هو أستاذ جامعي تونسي و وزير الدفاع الوطني في حكومة الحبيب الصيد.
شغل مؤقتا منصب وزير العدل منذ 20 أكتوبر 2015 معوضا محمد صالح بن عيسى الذي تم إقالته.

## النشأة والمسيرة
والحرشاني هو أستاذ القانون وعميد سابق لكلية الحقوق والعلوم السياسية بتونس، وهو حائز على دكتوراه دولة في تونس، ورئيس الجمعية التونسية للقانون الدستوري وجمعيات أخرى، كما أنه قاض في محكمة الاستثمار العربية وخبير لدى الأمم المتحدة.
وهو متزوج وله ابنان.